# Sardegna (traghetto)
La Sardegna era una nave passeggeri appartenente alla Classe Regione, costruita con questo nome per la Tirrenia di Navigazione nel 1952. Convertita nel 1969 in traghetto ro-ro passeggeri, tornò in seguito in servizio per la Tirrenia fino al 1984, quando fu venduta per la demolizione.

## Caratteristiche

### Come nave passeggeri
In configurazione originale la Sardegna effettuava servizio misto merci-passeggeri. Poteva trasportare fino a un massimo di 560 passeggeri, i cui spazi erano divisi nelle tradizionali tre classi. Le sistemazioni a disposizione dei passeggeri comprendevano 30 cabine di prima classe (11 dei quali con servizi igienici privati), 33 cabine di seconda classe e 20 di terza classe turistica; erano poi presenti a bordo tre dormitori (uno per donne con 36 posti e due per uomini per complessivi 138 posti) e due cabine dedicate ad eventuali detenuti e ai carabinieri della scorta. I posti letto totali erano 454. Gli spazi comuni per i passeggeri, progettati dal noto architetto Gustavo Pulitzer-Finali, erano anch'essi separati per le tre classi: i passeggeri di prima e seconda classe avevano a disposizione un ristorante con 74 posti, un soggiorno - bar con 62 posti, una biblioteca e una sala da gioco, tutti ubicati sul ponte passeggiata, oltre ad un vestibolo con annesso ufficio turistico posizionato sul sottostante ponte di coperta. Sempre sul ponte di coperta erano posti il ristorante ed il soggiorno - bar di terza classe, rispettivamente con 82 e 50 posti
La nave era dotata di tre stive per il carico, con una capacità complessiva di 1470 m³, e di un garage, accessibile con scivoli mobili, che poteva ospitare fino a 6 automobili. La propulsione era assicurata da due eliche a passo variabile quadripala; sui due assi erano montati quattro motori Diesel FIAT 486 T a due tempi, con una potenza complessiva di 7 200 cavalli. La configurazione con due motori per asse fu scelta per garantire una maggiore flessibilità di utilizzo alla nave, in modo da poterla impiegare sia sulle linee principali servite dalla Tirrenia, sia su quelle secondarie.
Nel 1960 la nave fu sottoposta a un primo intervento di ristrutturazione: gli spazi destinati a passeggeri ed equipaggio furono dotati di aria condizionata e fu montato un sistema di stabilizzatori antirollio.

### Come traghetto ro-ro
Alla fine degli anni '60, in risposta alla crescente domanda di trasporto di mezzi gommati e all'immissione in servizio, da parte di armatori privati, dei primi moderni traghetti ro-ro, la Sardegna fu sottoposta, insieme ad altre tre unità della sua classe, ad un profondo intervento di riconversione. Sul ponte principale fu inserito un garage per 8 semirimorchi da 12 metri e 50 automobili; un secondo garage, con capacità per altre 50 automobili e raggiungibile con un ascensore, fu ricavato al posto della seconda stiva di carico. Per consentire delle celeri operazioni di imbarco e sbarco dei veicoli gommati, furono montati un portellone a poppa e due laterali a prua. A poppa furono montate delle controcarene laterali, per aumentare la riserva di galleggiabilità e migliorare le caratteristiche di stabilità della nave.
Furono poi profondamente riviste le sistemazioni per i passeggeri: le cabine e i dormitori di terza classe furono aboliti, le cabine di prima classe passarono a 85 (tutte dotate di servizi igienici), quelle di seconda a 62 e furono aggiunte anche due sale con poltrone reclinabili, per un totale di 88 posti. I posti letto, poltrone comprese, aumentarono quindi a 479. Infine, i motori dell'unità furono revisionati e dotati di un sistema di sovralimentazione; l'aumento di potenza servì a compensare l'aumento di dislocamento dell'unità dopo la trasformazione, in modo da mantenerne inalterata la velocità di servizio per non perdere di competitività rispetto ai traghetti privati.

## Servizio
La Sardegna era la seconda unità di una serie di cinque navi passeggeri, le prime nuove costruzioni per la compagnia statale dopo la Seconda Guerra Mondiale. Fu costruita presso il cantiere navale di Castellammare di Stabia, dove lo scafo fu impostato il 22 luglio 1950. La Sardegna fu varata il 10 febbraio 1952 e l'8 ottobre dello stesso anno partì per le prove a mare, durante le quali mantenne la velocità media di 19,23 nodi per nove ore. Fu consegnata alla Tirrenia il 1 novembre 1952 ed entrò in servizio due giorni più tardi, inizialmente sul collegamento Civitavecchia - Olbia. Tra giugno e luglio 1959 la nave fu requisita dal Ministero della Marina Mercantile e messa in servizio sulle linee Civitavecchia - Olbia e Civitavecchia - Cagliari, per far fronte a uno sciopero dei marittimi Finmare che aveva di fatto isolato la Sardegna.
Tra febbraio e maggio 1969 fu portata a Trieste per essere convertita in traghetto ro-ro, entrando in servizio, il 31 maggio dello stesso anno, sulla linea Napoli - Catania - Siracusa - Malta - Tripoli. Con l'ingresso in servizio delle nuove unità della Classe Poeta e della Classe Strade Romane, a fine anni '70, il servizio della nave si fece più discontinuo; posta in disarmo, dal 7 dicembre 1980 al 31 agosto 1981 fu utilizzata come alloggio per gli sfollati del terremoto dell'Irpinia presso il porto di Salerno, venendo in seguito rimessa in disarmo a Napoli. Utilizzata in modo ormai sporadico, nel febbraio 1984 fu venduta per la demolizione ad un cantiere di Ortona.

## Navi gemelle
- Sicilia
- Calabria
- Campania Felix
- Lazio